# Armand Maunier Fernández del Villar
Armand Maunier Fernández del Villar   (Barcelona, 11 de juliol de 1907 - Mèxic, 5 de desembre de 1998) va ser jugador de basquetbol català, pioner d'aquest esport a Catalunya.
Membre de la colònia francesa a la ciutat, fill de pare francès i mare espanyola, començà a jugar a les escoles franceses i a continuació fou membre de la Société Patrie, amb la qual disputà el Campionat de Catalunya, on fou campió en tres ocasions, 1930, 1935 i 1936. També guanyà un Campionat d'Espanya l'any 1935.
Va jugar 4 partits amb la selecció espanyola de bàsquet i guanyà la medalla d'argent al Campionat d'Europa de 1935.
Després de la Guerra Civil s'exilià a França i Mèxic, on col·laborà durant molts anys com a corresponsal del diari El Mundo Deportivo.

## Palmarès
- Campionat de Catalunya:
  - 1930, 1935 i 1936
- Campionat d'Espanya:
  - 1935